# Караулов, Василий Андреевич
Василий Андреевич Караулов (12 (24) ноября 1854 — 19 декабря 1910 (1 января 1911)) — русский народоволец, затем член Государственной думы Российской империи III созыва.

## Биография

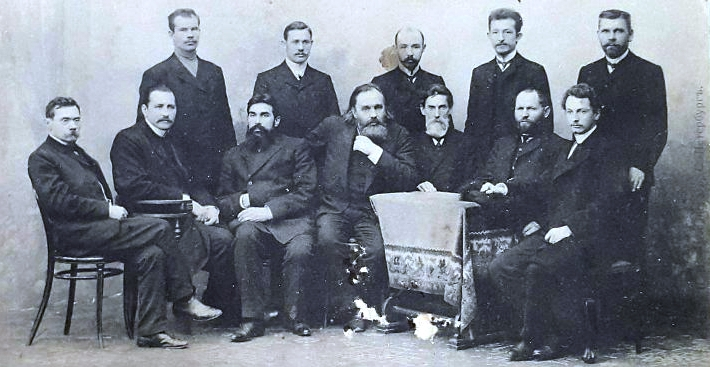
Сибирская группа членов III Государственной Думы. Стоят: А. Г. Мягкий (Томск.губ.), К. И. Молодцов (Тобольск.губ.), Н.К. Волков (Забайкальск.обл.), А. А. Войлошников (Забайкальск.обл.), А. И. Шило (Приморск. обл.); сидят: Н. Л. Скалозубов (Тобольск.губ.), Н. В. Некрасов (Томск.губ.), В. И. Дзюбинский (Тобольск.губ.), В. А. Караулов (Енисейск. губ.), В. К. Штильке (Томск.губ.), Н. А. Маньков (Амурск. и Уссурийск. каз. войска), Ф. Н. Чиликин (Амурск.обл.)

Родился в Торопецком уезде Псковской губернии, как указано на надгробном памятнике, 12 (24) ноября 1854 года. Окончил Витебскую гимназию и поступил в Киевский университет, где и примкнул к партии «Народная воля». Активно участвовал в пропаганде взглядов данной партии среди рабочих и крестьян; 4 марта 1884 года был арестован и осуждён («Процесс двенадцати») по 294-й статье уложения о наказаниях, предусматривавшей смертную казнь. Однако жандармам не удалось доказать участие Караулова и его товарищей в террористических выступлениях и в ноябре того же года Караулов был приговорён к четырём годам каторги и заключён в Шлиссельбургскую крепость. Мягкий приговор объясняется тем, что Караулов «дал откровенные показания».
После каторги был сослан в 1889 году в Иркутскую губернию, работал фельдшером в селе Усть-Уда. Затем вместе с женой переехал в Красноярск, где преподавал, состоял под надзором полиции. В 1908 году стал частным поверенным при Красноярском окружном суде.
Участвовал в революции 1905 года, возглавлял в Красноярске партию «Народной свободы». В октябре 1905 года партию переименовали в «Свободную народную партию». Караулов предлагал в название партии добавить термин «конституционно-монархическая».

…Новейшая «карьера» Караулова не возбуждает никаких сомнений. В 1905 году он выступал настолько открыто против революционеров, что избиратели провалили его на выборах в I и II Государственную думу. Неудивительно, что Витте хлопотал о восстановлении прав такого человека. Неудивительно, что Караулов встал в III Думе на одно из первых мест среди самых подлых контрреволюционных кадетов с вечной ханжеской фразой на устах…— В. И. Ленин // «Социал-демократ». — 13 января 1911 года.
2 февраля 1906 года ему было даровано полное помилование, а 26 октября 1907 года он был избран в III Государственную думу, где представлял взгляды правых кадетов.
Скончался в Санкт-Петербурге от «паралича сердца вследствие крупозного воспаления легких» 19 декабря 1910 (1 января 1911) года. Похоронен на Волковском кладбище; 9 мая 1912 года на могиле Караулова был установлен памятник.